# Galmudug
Galmudug – samozwańcza republika autonomiczna w Somalii.
14 sierpnia 2006 dowódca wojskowy Abdi Qebdiid ogłosił secesję dystryktów Galcayo i Abudwaq, położonych na granicy Puntlandu i terytoriów zajętych przez Unię Trybunałów Islamskich. 16 sierpnia wojska Qebdiida przyłączyły do kraju 3. dystrykt. Siedzibą rządu zostało miasto Mudug.

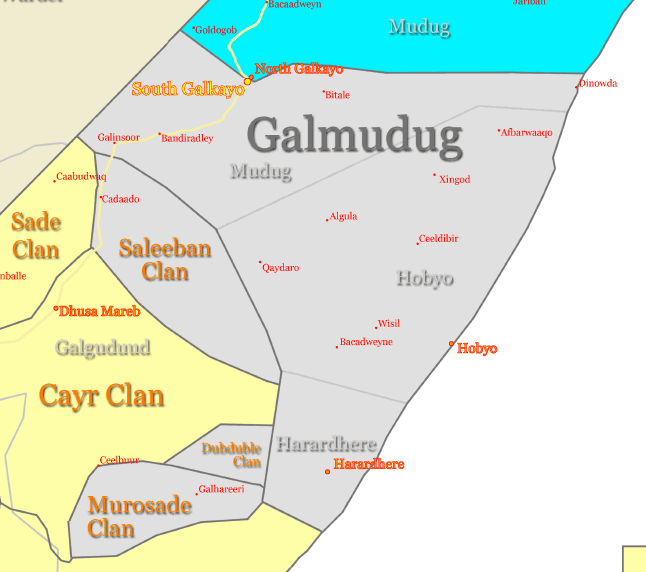
Mapa Galmudug z zaznaczeniem terytoriów klanowych

W listopadzie zawarto nieformalne porozumienie z rządem Puntlandu o zawieszeniu broni. W grudniu Galmudug wsparł wojska puntlandzkie i etiopskie w wojnie z Unią Trybunałów Islamskich. Po zwycięstwie koalicji nad islamistami kraj powoli się odbudowuje, udało się wybudować osiem nowych szkół.